# Äggtjärnen, Bohuslän
Äggtjärnen är en sjö i Strömstads kommun i Bohuslän och ingår i Strömsåns huvudavrinningsområde. Sjöns area är 0,009 kvadratkilometer och den är belägen 170 meter över havet.